# Solens tempel (seriealbum)

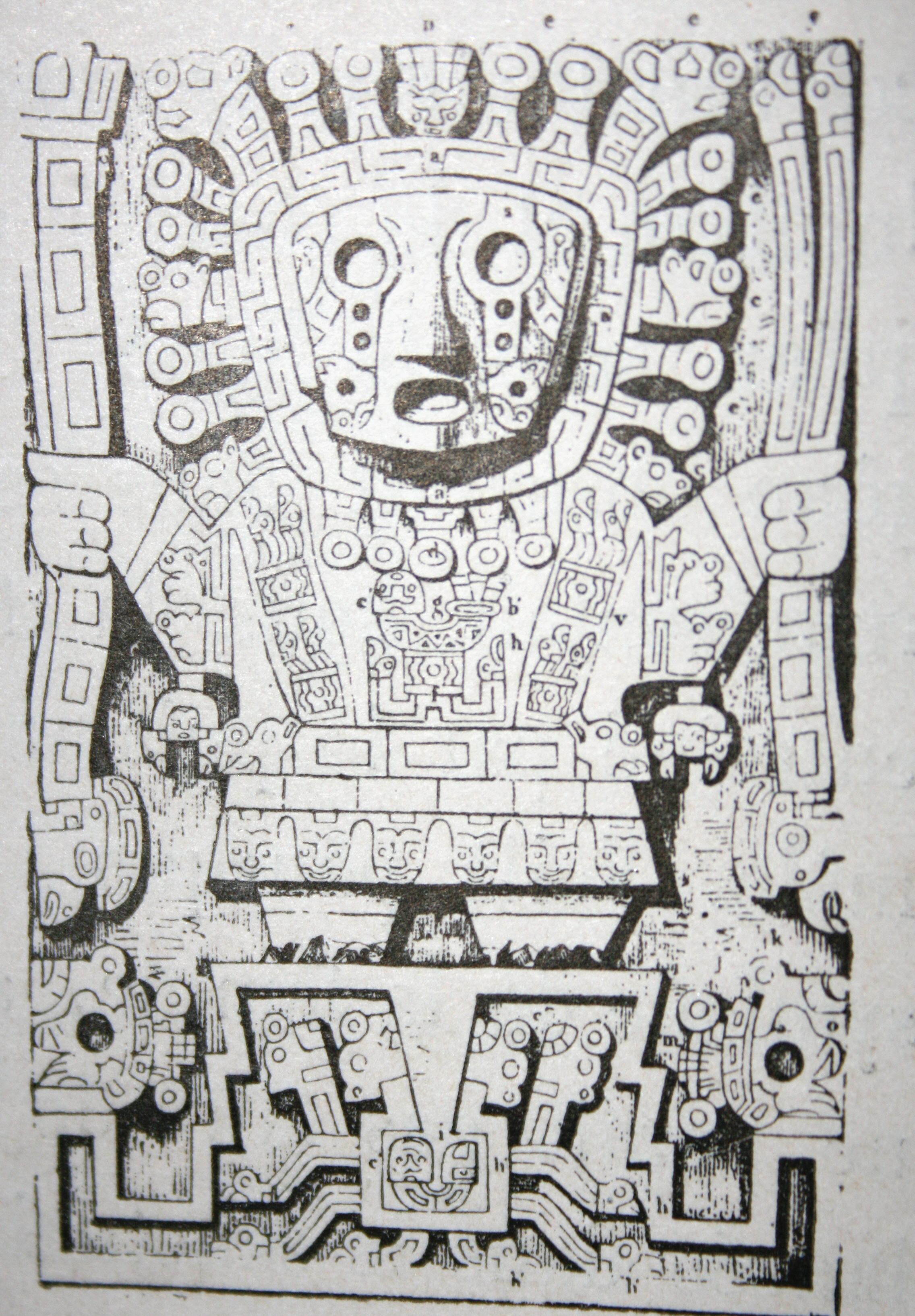
Detalj ur Solens tempel

Solens tempel, fransk originaltitel: Le Temple du Soleil, är det fjortonde i en serie klassiska seriealbum, skrivna och illustrerade av den belgiske serietecknaren Hergé, vars huvudperson är den unge reportern Tintin. Albumet är fortsättningen av De sju kristallkulorna.
Solens tempel publicerades först som seriealbum på franska 1949, efter att ursprungligen ha publicerats 26 september 1946 – 22 april 1948. Den första utgåvan på svenska kom 1968, som Illustrationsförlagets Tintin-album nummer 4.

## Handling
Tintin och kapten Haddock åker till Peru för att leta reda på professor Kalkyl som blivit kidnappad för att han tagit på sig inkahövdingen Rascar Capacs armband. Men resan blir mer äventyrlig än de väntat sig: Tintin blir nästan kastad från ett tåg och Haddock möter en lama i närkamp. Som tur är får de hjälp av en ung indiansk pojke, som visar dem den hemliga vägen till en isolerad inkastam. Där hålls professorn fången och ska offras till solguden.
Kapten Haddock blir konstant spottad i ansiktet av olika lamor under äventyrets gång, dock hämnas han på sista sidan då han fyller munnen med vatten och sprutar på en lama.

## Övrigt
Professor Kalkyl heter på franska Tournesol, "solros", vilket också kan läsas som "snurra sol". Solsymboliken återfinns överallt i detta album och det är förstås "den snurriga solen", alltså Kalkyl, som står i alltings centrum. Omslaget till första delen De sju kristallkulorna med Kalkyl omvärvd av en kulblixt kan tolkas som en sol som snurrar kring Kalkyl. Hergé fick en del kritik för den felritade solförmörkelsen i slutet av äventyret. Solförmörkelsen var ritad på samma sätt som den skulle tett sig på det norra halvklotet, men söder om ekvatorn blir en solförmörkelse spegelvänd gentemot hur den skulle ha blivit i norr.